# Calyptommatus frontalis
Calyptommatus frontalis — вид ящірок родини гімнофтальмових (Gymnophthalmidae). Описаний у 2022 році.

## Поширення
Ендемік Бразилії. Мешкає у напівпосушливій каатинзі у штаті Баїя на північному сході країни.